# (7588) 1992 FJ1
(7588) 1992 FJ1 est un astéroïde de la ceinture principale extérieure de 37,034 km de diamètre découvert en 1992.

## Description
(7588) 1992 FJ1 a été découvert le 24 mars 1992 à l'observatoire de Siding Spring, situé près de Coonabarabran, en Nouvelle-Galles du Sud, en Australie, par Robert H. McNaught.

### Caractéristiques orbitales
L'orbite de cet astéroïde est caractérisée par un demi-grand axe de 3,21 UA, un périhélie de 2,74 UA, une excentricité de 0,15 et une inclinaison de 20,72° par rapport à l'écliptique. Du fait de ces caractéristiques, à savoir un demi-grand axe entre 3,2 et 4,6 UA, il est classé, selon la JPL Small-Body Database, comme objet de la ceinture principale d'astéroïdes extérieure.

### Caractéristiques physiques
(7588) 1992 FJ1 a une magnitude absolue (H) de 11,4 et un albédo estimé à 0,042, ce qui permet de calculer un diamètre de 37,034 km. Ces résultats ont été obtenus grâce aux observations du Wide-Field Infrared Survey Explorer (WISE), un télescope spatial américain mis en orbite en 2009 et observant l'ensemble du ciel dans l'infrarouge, et publiés en 2014 dans un article présentant les résultats concernant 2 835 astéroïdes de la ceinture principale.